# Recensement des États-Unis de 1990

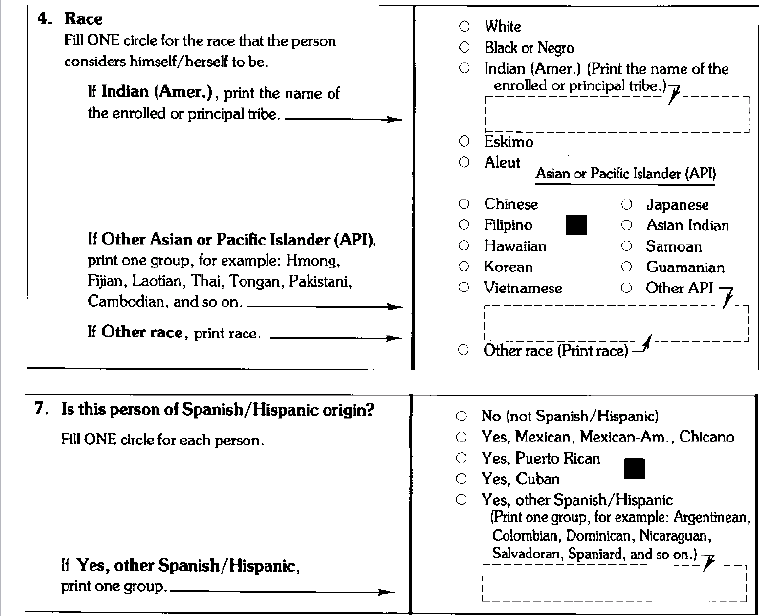
Éléments du recensement décennal de 1990, US Census Bureau.

Le recensement des États-Unis de 1990 est un recensement de la population lancé en 1990 le 1er avril aux États-Unis qui comptaient alors 248 709 873 habitants.